# Crolles
Crolles ist eine französische Gemeinde mit 8463 Einwohnern (Stand: 1. Januar 2022) im Département Isère in der Region Auvergne-Rhône-Alpes; sie gehört zum Arrondissement Grenoble und zum Kanton Le Moyen Grésivaudan. Die Einwohner heißen Crollois(es).

## Geografie
Crolles ist eine Gemeinde im Tal des Grésivaudan. Im Osten begrenzt die Isère die Gemeinde.
Umgeben wird Crolles von den Nachbargemeinden Saint-Hilaire im Norden, Lumbin im Nordosten, Le Champ-près-Froges im Osten, Froges im Südosten, Villard-Bonnot im Süden, Bernin im Südwesten und Saint-Pancrasse im Westen. Das Gemeindegebiet liegt teilweise im Regionalen Naturpark Chartreuse.
Durchquert wird die Gemeinde von der Autoroute A41.

## Bevölkerungsentwicklung
| Jahr                       | 1962 | 1968 | 1975 | 1982 | 1990 | 1999 | 2006 | 2018 |
| -------------------------- | ---- | ---- | ---- | ---- | ---- | ---- | ---- | ---- |
| Einwohner                  | 1548 | 1723 | 2102 | 3492 | 5829 | 8260 | 8416 | 8260 |
| Quellen: Cassini und INSEE |      |      |      |      |      |      |      |      |

## Sehenswürdigkeiten
- Kirche Saint-Pierre-et-Saint-Paul, errichtet 1648
- Château de Montfort, Motte (Burganlage) aus dem 11. Jahrhundert, im 13. Jahrhundert erheblich verändert
- Château de Crolles aus dem 14. Jahrhundert
- Regionaler Naturpark Chartreuse

|  |  |  |

## Persönlichkeiten
- François Brottes (* 1956), Bürgermeister und Abgeordneter

## Wirtschaft
Der Halbleiterhersteller STMicroelectronics hat einen größeren Standort in Crolles. Der Bergsport- und Höhenarbeitenausrüster Petzl hat seinen Unternehmenssitz in Crolles.